# Arthur Warocqué

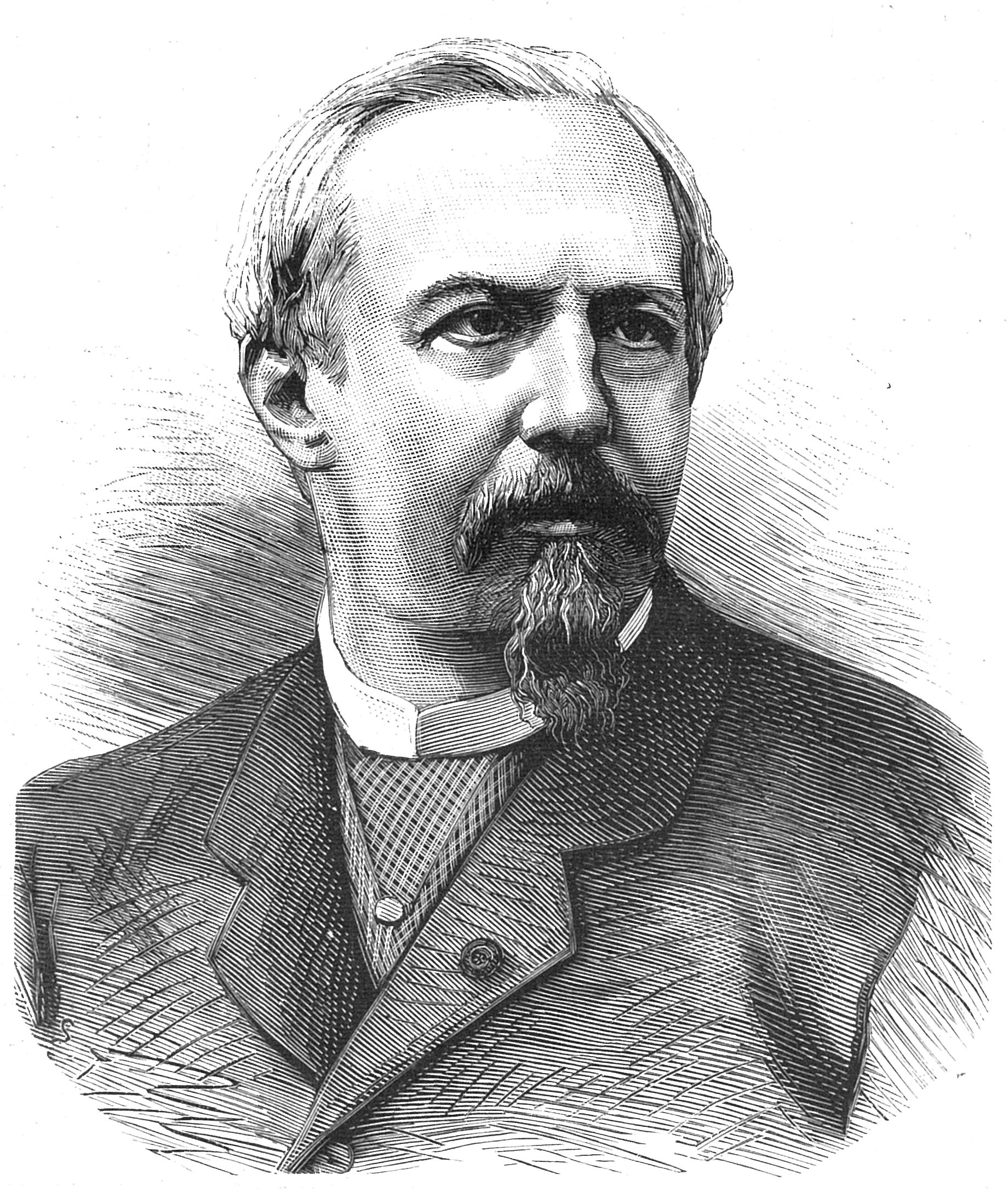
Arthur Warocqué

Arthur Hippolyte Warocqué (Morlanwelz, 11 januari 1835 - Brussel, 8 april 1880) was een Belgisch volksvertegenwoordiger en industrieel uit de Henegouwse familie Warocqué.

## Levensloop
Hij was een zoon van de uitbater van steenkoolmijnen en burgemeester van Morlanwelz Abel Warocqué en van Henriette Marischal. Hij trouwde met Marie-Louise Orville. Ze waren de ouders van Georges Warocqué en van Raoul Warocqué.
Hij werd bestuurder van de belangrijkste van de aan de familie toebehorende steenkoolmijnen, die van Mariemont en van Bascoup.
In 1864 werd hij verkozen tot liberaal volksvertegenwoordiger voor het arrondissement Thuin en vervulde dit mandaat tot aan zijn dood. Hij was ook burgemeester van Morlanwelz van 1868 tot aan zijn dood. Hij volgde hierin zijn vader Abel Warocqué en zijn broer Léon Warocqué (1831-1868) op.
In Morlanwelz, in Chapelle-lez-Herlaimont en in La Louvière is er een Rue Arthur Warocqué. In Bergen is er een Place Warocqué. In La Louvière draagt het provinciaal atheneum de naam Warocqué.